# Flor de Lis da Zona Sul
Flor de Lis é uma escola de samba da cidade de São Paulo. Foi fundada em 13 de maio de 1976, como Bloco. Teve uma passagem marcante, de muito sucesso e repleta de orgulho no seu período enquanto bloco carnavalesco. Quando ascendeu à escola de samba, o bloco continuou, porém, passou a se chamar GRBC Tirando Onda e se extinguiu com o tempo. Hoje, em seu lugar, existe o GRCB Kacike da Vila.

## História
Em 13 de maio de 1976 reuniram-se alguns sambistas para comemorar os 12 anos de um dos filhos de Athaide de Oliveira. Durante a madrugada após vários "aperitivos", surgiu a ideia de se fundar uma escola de samba para toda comunidade. Assim fundaram a Sociedade Recreativa Cultural São Paulo Zona Sul, cujos fundadores são: Athaide de Oliveira, Dona Dinha, Daniel, Mazico, Marião, Dona Berenice entre outros.
Em 1979 a escola passou por uma crise interna, pedindo licença por tempo indeterminado, ficando até 1985 sem exercer atividades carnavalescas; quando em 1986, solicitou junto a UESP o seu direito de desfile. A escola voltou à passarela enquanto que, o Bloco, retornou no grupo de Blocos Pleiteantes. No ano seguinte (1987), com a alteração do esquema de grupos, dividiu-se os blocos entre Blocos - Grupo Especial e, Blocos - Grupo 2, a qual a Flor de Liz deu o seu brado de CAMPEÃ pela primeira vez.
Ascendendo ao Grupo Especial de Blocos, em 1989, a Flor de Liz foi campeã já na sua estreia no grupo especial, fato que se repetiu por mais 5 vezes até ascender à Escola de Samba através da fusão com a escola de samba São Paulo da Zona Sul.
Fusão
Em 2002, após o carnaval, a direção atende a cobrança da comunidade que desfilava pelo antigo Bloco Flor de Liz (considerado um dos maiores e mais tradicionais blocos da cidade de São Paulo e localizada na mesma região da Escola de Samba São Paulo Zona Sul); e, em fusão com a Escola de Samba São Paulo da Zona Sul, passa-se então  a ter como razão social Escola de Samba Flor de Liz da Zona Sul.
A São Paulo da Zona Sul, que tinha ao centro de sua bandeira uma Cruz de Malta ladeada por leões em seus dois lados, tinha como cores: vermelho azul, verde e branco. Após a fusão, a Cruz de Malta cedeu o seu lugar ao símbolo medieval "Flor de Liz" permanecendo os leões em seu pavilhão; ostentando [após a fusão] apenas as cores azul-anil e branco em alternância. Atualmente, os dois leões foram abolidos do pavilhão oficial, mas permanecem nos demais pavilhões. A escola de Samba passou a se chamar Associação Recreativa Cultural Flor De Liz.
Em 2003, Flor de Liz desfila como escola de samba no Grupo 1 da UESP, ficando com a 3ª colocação.
Blocos
Após a mudança de razão social e a transformação em escola de samba, os foliões da Zona Sul não perderam o seu bloco. Ele se transformou no GRCB Tirando Onda no ano de 2003. O seu primeiro desfile teve a frente o presidente Rodisley Oliveira que, através do carnavalesco Paulinho, trouxe para a avenida o enredo: "Só ganha quem aposta", ficando com o primeiro lugar e mantendo a tradição de belos carnavais. O bloco desfilou até 2007, quando ficou em último lugar no desfile do grupo 1 (ou grupo de espera), sendo assim desclassificado. Seu último enredo foi: "Pierrô + Arlequim = Colombina".
O estandarte do "Tirando Onda" era de predomínio da cor preta, tendo o seu nome e o seu símbolo, uma coroa, em dourados, com franjas na mesma cor.
Após 5 anos da extinção do "Tirando Onda", um dos descendentes do Sr. Athayde Oliveira, funda o "Kacike da Vila", tendo como enredo: "Athayde de Oliveira, o Kacike da Vila", numa alusão ao homem que deu início ao São Paulo da Zona Sul e Flor de Liz. Uma justa homenagem. 
O estandarte do "KaciKe da Vila" tem o predomínio da cor branca contornado pelas cores: preto, laranja, amarelo e vermelho e o perfil de um cacique com o seu cocar ao centro com o seu nome em azul acima da cabeça.

## Segmentos

### Presidentes
| Nome                         | Mandato      | Ref.  |
| ---------------------------- | ------------ | ----- |
| Luiz Carlos Cruz             | ? - ?        | [ 1 ] |
| Rodisley Pereira de Oliveira | ?-atualidade | [ 2 ] |

### Diretores
| Ano  | Diretor de harmonia | Mestre de bateria         | Ref.  |
| ---- | ------------------- | ------------------------- | ----- |
| 2015 | Rodrigo Atração     | Alex Souza e Paulo África | [ 2 ] |
| 2016 |                     | Mestre Beto               |       |
| 2017 |                     | Mestre Beto               |       |
| 2022 | Ricardo Boherlet    | Mestre Cirilo             |       |
| 2023 | Comissão            | Mestre Cirilo             |       |
| 2024 |                     | Mestre Cirilo             |       |

### Coreógrafos
| Ano  | Nome                | Ref.  |
| ---- | ------------------- | ----- |
| 2015 | Ricardo Reis        | [ 2 ] |
| 2016 | Aysla Martins       |       |
| 2017 | Aysla Martins       |       |
| 2018 | Aysla Martins       |       |
| 2020 | Diego Galiano Costa |       |
| 2023 | Diego Galiano Costa |       |

### Casal de Mestre-sala e Porta-bandeira
| Ano       | nome                               | Ref.  |
| --------- | ---------------------------------- | ----- |
| 2003      | Emerson e Ellen                    | [ 1 ] |
| 2010-2011 | Emerson Nunes e Jacqueline Ribeiro |       |
| 2014      | Jacqueline Ribeiro                 |       |
| 2015      | Erick Sorriso e Jacqueline Ribeiro | [ 2 ] |
| 2016-2020 | Rodrigo Antonio e Marina Oliveira  |       |

- Commons

### Corte de Bateria
| Ano  | Rainha         | Membros                                   | Ref.  |
| ---- | -------------- | ----------------------------------------- | ----- |
| 2010 | Renata Frisson | Henrique Luna (Rei)                       | [ 3 ] |
| 2015 | Isabela        |                                           | [ 2 ] |
| 2016 | Camila Vaz     |                                           |       |
| 2017 | Camila Vaz     |                                           |       |
| 2019 | Ana Souza      | Henrique Luna (Rei)                       |       |
| 2020 | Ana Souza      |                                           |       |
| 2022 | Ana Souza      |                                           |       |
| 2023 | Ana Souza      | Leda Bueno (Musa) Sih Silvério (Princesa) |       |
| 2024 | Ana Souza      | Leda Bueno (Musa) Sih Silvério (Princesa) |       |

## Carnavais
| Ano  | Colocação | Grupo | Enredo | Carnavalesco | Ref.   |
| ---- | --- | --- | --- | --- | ------ |
| 1986 | 7º lugar | Blocos - Pleiteantes                                                                                                   | Realeza de uma Flor | |        |
| 1987 | Campeã | Blocos - Grupo 2 | Olinda, teus cantos e encantos Composição de: Edson e Silvinho | |        |
| 1988 | 2º lugar | Blocos - Especial | Flor de Liz e o Rei do Picadeiro Composição de: Silvinho/Edson/Douglinhas | |        |
| 1989 | Campeã | Blocos - Especial | O Doce País Dos Sonhos Composição de: Dorinho Marques/Márcio Madrugada | |        |
| 1990 | 3º lugar | Blocos - Especial | A sagração da primavera - Nossa vida, nossa flor Composição de: Lagrila/Ideval/Zelão/Carlinhos | |        |
| 1991 | 3º lugar | Blocos - Especial | Abracadabra Composição de: Iderval e Lagrila | |        |
| 1992 | Campeã | Blocos - Especial | Maracutaia, um jeitinho brasileiro Composição de: Maurinho da Mazzei/Gete/Lico/Rubens | |        |
| 1993 | 2º lugar | Bloco | Sete Notas Musicais Composição de: Silvinho/Turko/Douglinhas Intérprete: Luizinho Trovão | Tito Arantes Filho |        |
| 1994 | Campeã | Blocos - Especial | E o mar se agita... Composição de: Wagner Santos/Turko/Wilson Cavallo | |        |
| 1995 | Campeã | Blocos - Especial | O Caminho dos Sonhos - 10 Anos de Luta Autor de enredo: Benê Composição de: Silvinho/Turko/Edson Liz/W. Cavallo | |        |
| 1996 | 3º lugar | Blocos - Especial | Amor, Fonte da Vida Autor de Enredo: Ivo Pereira Composição de: Silvinho/Turko/Edson Liz Intérpretes: Luizinho Trovão/Tuca/Edson Liz/Silvão | |        |
| 1997 | 2º lugar | Blocos - Especial | Alô Mundo, do Grunhido ao satélite Sinopse de: Geraldo Azevedo e Ivo Pereira Composição de: Caio/Silvio/Dudu/Tubarão/Marreco | |        |
| 1998 | 5º lugar | Blocos - Especial | Parabéns a você! Composição de: Álvaro/Isaías/Paquera/Luizinho/Nunes Paulão Intérpretes: Luizinho Trovão/Silvão/Kaio | Hermínia Paiva |        |
| 1999 | 3º lugar | Blocos - Especial | Okê Arô, Raízes em Azul e Branco Sinopse de Enredo: "Paquera" Composição de: Silvinho/Turko/Didi/M. Lombardo/Edson Liz | |        |
| 2000 | 3º lugar | Blocos - Especial | Alegria, Alegria, Chegou o sorvete! Composição de: Turko/Silvinho/Didi | Jerônimo Guimarães |        |
| 2001 | 2º lugar | Blocos - Especial | Dança Comigo Composição de: Zeca/Zé Carlinhos/Gilsinho/Caio Intérpretes: Edson Liz/Jaime/Álvaro/Caio | Tito Arantes |        |
| 2002 | 4º lugar | Blocos- Especial | A Lenda do Uirapuru - Prelúdio da Passarela Composição de: Sônia Galvão/Edson/Tuka do Cavaco Intérpretes: Jaime/Álvaro/Rodrigo/ Leandro | Marco Aurélio Ruffin                                                                                                   |        |
| 2003 | 3º lugar | 1-UESP | Água Nossa de Cada Dia Compositores:Rodrigo Atração, Serginho e Álvaro | Erson Paulo Pereira (Paulinho)                                                                                         | [ 1 ]  |
| 2004 | 4º lugar | 1-UESP | Essa Gente Paulistana | Anselmo Brito |        |
| 2005 | 9º lugar | 1-UESP | A Luta do Santo Guerreiro Contra o Dragão da Maldade | Anselmo Brito |        |
| 2006 | Campeã | 1-UESP | A Rainha da Bahia - Ivete Sangalo | Anderson Paulino |        |
| 2007 | 10º lugar | Acesso | Vai Brasil festeiro, dançando o ano inteiro, revivendo o folclore brasileiro Composição de: Rodrigo Atração/Tuquinha/Teco Zambauê/Alex Oliveira/Fred Viana/Edson Liz Intérpretes: Rodrigo Atração/Camila/Alex/Jaime/Adilson                                 | Rosivaldo Reis |        |
| 2008 | 7º lugar | 1-UESP | Martinho das Vilas, do Brasil e do mundo | Dionísio Schiaranda |        |
| 2009 | Vice-campeã | 1-UESP | Das noites de luar ao esplendor do astro-rei | Mauro Xuxa |        |
| 2010 | 8º lugar | Acesso | 7-Sete | Paulinho Trindade e Bill Oliveira                                                                                      |        |
| 2011 | 9º lugar | 1-UESP | A Voz da Cidade...100 Anos de Adoniran | Eduardo Caetano |        |
| 2012 | 11º lugar | 1-UESP | Da ciência á comunhão dos deuses,fé:O vasto oceano da verdade | Renan Ribeiro e Diego Motta                                                                                            |        |
| 2013 | 4º Lugar | 2-UESP | Uma viagem ao mundo do circo... Sorria! | Renan Ribeiro e Diego Motta                                                                                            |        |
| 2014 | 4º lugar | 2-UESP | Vila que te quero Vila " A águia voa da leste para sul... e o samba fica azul | Robson Silva | [ 4 ]  |
| 2015 | 5º lugar | 2-UESP | De zero a cem, eu sou criança também | Comissão de Carnaval                                                                                                   | [ 2 ]  |
| 2016 | Vice-campeã | 2-UESP | Água nossa de cada dia | Comissão de Carnaval                                                                                                   | [ 5 ]  |
| 2017 | 11º lugar | 1-UESP | Encantos, mistérios e magia! Cores - Um universo de realidade! | Comissão de Carnaval (Nonny DU Glamont, Henrick e Augusto Murilo)                                                      |        |
| 2018 | 5º lugar | 2-UESP | Viagem pitoresca de um rei da terra do Mandacaru | Comissão de Carnaval (Nonny DU Glamont, Henrick e Augusto Murilo)                                                      | [ 6 ]  |
| 2019 | 12º Lugar | 2-UESP | Raízes, De Onde vim para Onde vou. O Planeta Clama por Paz | Sidinho Ramos | [ 7 ]  |
| 2020 | 10º Lugar | Acesso 1 de Bairros | Quem foi rei nunca perde a majestade | Comissão de Carnaval                                                                                                   | [ 8 ]  |
| 2021 | Inicialmente adiados para o mês de julho, os desfiles do Carnaval 2021 foram cancelados devido a pandemia de Covid-19. | Inicialmente adiados para o mês de julho, os desfiles do Carnaval 2021 foram cancelados devido a pandemia de Covid-19. | Inicialmente adiados para o mês de julho, os desfiles do Carnaval 2021 foram cancelados devido a pandemia de Covid-19. | Inicialmente adiados para o mês de julho, os desfiles do Carnaval 2021 foram cancelados devido a pandemia de Covid-19. | [ 9 ]  |
| 2022 | 11º Lugar | Acesso 1 de Bairros | Flor de Lis conta, canta e dança os três amores do Rei Samba-enredo: Xandinho Nocera, Fredy Vianna e Marcelo Casa NossaEnredo: João Sane Malagutti | Comissão de Carnaval                                                                                                   | [ 10 ] |
| 2023 | 6º Lugar | Acesso 2 de Bairros | Das Noites De Luar Ao Esplendor Do Astro-Rei (Releitura 2009) Samba-enredo: Betto Góis, Beto Joia, Dom Marcos Sales do Cavaco Sinopse: Sidinho Ramos e J. Sane Malagutti                                                                                    | Comissão de Carnaval                                                                                                   | [ 11 ] |
| 2024 | 6º Lugar | Acesso 2 de Bairros | O Canto Sagrado – Não temo quebrantos porque sou guerreira. Samba-enredo: Plinio do Cavaco, Alemão de Jesus, Rodrigo Pastilha, André Trindade, Marcus Marmello, Fernando Almeida, Marcinho H13, Tico do Cavaco e Enzo Bertolini Enredo: João Sane Malagutti | Comissão de Carnaval                                                                                                   | [ 12 ] |
| 2025 | | Acesso 2 de Bairros | | Comissão de Carnaval                                                                                                   |        |